# سفارة المغرب في السودان
سفارة المغرب في السودان هي أرفع تمثيل دبلوماسي لدولة المغرب لدى السودان. تقع السفارة بالخرطوم العاصمة وهي تهدف لتعزيز المصالح المغربية في السودان.
محمد ماء العينين هو السفير الحالي منذ 10 يناير 2006.

## السفارة
تقع السفارة بشارع رقم 7 مبنى رقم 24 حي العمارات، الرمز البريدي 12217 بالخرطوم.

## سفراء المغرب في السودان
| الإسم                    | المنصب | بداية الفترة   | تقديم أوراق الإعتماد | نهاية الفترة | ملوك المغرب              | رؤساء السودان                 |
| ------------------------ | ------ | -------------- | -------------------- | ------------ | ------------------------ | ----------------------------- |
| عبد الرحمن الفاسي الفهري | سفير   | 1 أكتوبر 1961  |                      |              | الحسن الثاني             | إبراهيم عبود                  |
|                          | سفير   |                |                      |              | الحسن الثاني             |                               |
| عبد الخالق بنبراهيم      | سفير   | 7 مايو 1992    |                      |              | الحسن الثاني             | عمر البشير                    |
| المكي كوان               | سفير   | 5 نونبر 1996   |                      |              | الحسن الثاني/محمد السادس | عمر البشير                    |
| محمد بلعيش               | سفير   | 26 سبتمبر 2001 |                      | 2005         | محمد السادس              | عمر البشير                    |
| محمد ماء العينين‘        | سفير   | 10 يناير 2006  |                      |              | محمد السادس              | عمر البشير/عبد الفتاح البرهان |